# Challenger I
Der Challenger I ist ein Automobil, mit dem der US-amerikanische Rennfahrer Mickey Thompson von 1959 bis 1962 vergeblich versuchte, den absoluten Landgeschwindigkeitsrekord zu brechen. In der A/BFS-Klasse konnte er mit 585 km/h eine Bestmarke setzen, die 31 Jahre Bestand hatte.

## Das Ergebnis von Begeisterungsfähigkeit

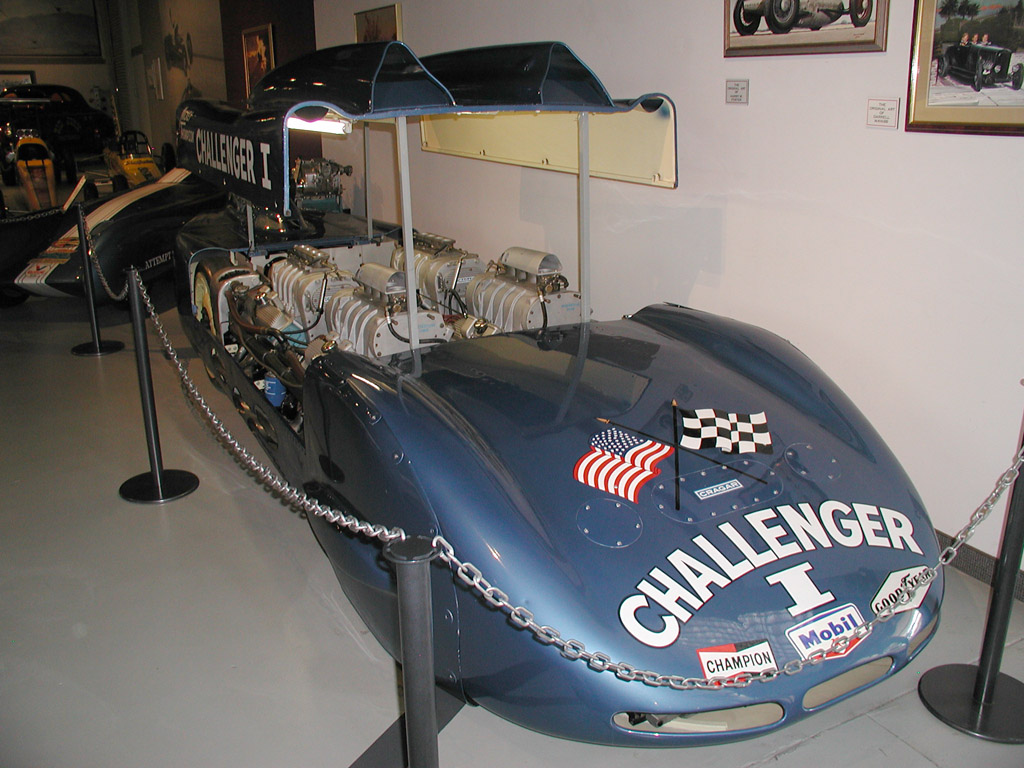
Challenger I von 1960 an mit vier Kompressoren

Mickey Thompson baute „Hot Rods“ seit seinem zehnten Schuljahr und beim Challenger I dürfte es sich um das achte Exemplar gehandelt haben.
Das direkte Vorgänger-Modell hatte zwei leistungsgesteigerte Chrysler-Motoren, damit erreichte es 1958 auf den Bonneville Flats 473 km/h. Dieses Ergebnis galt als recht respektabel im Vergleich zum seinerzeit gültigen Rekord von 634 km/h, aufgestellt durch John Cobbs im Jahre 1947. In achtzehnmonatiger Arbeit entstand dann der Challenger I, was Mickey Thompson ein ausgeprägtes Organisationstalent bescheinigte, denn viele am Bau des Wagens Beteiligte, steuerten ihren Einsatz gratis bei. Insbesondere spendete die GM-Division Pontiac den wichtigen Motor und führte zusätzlich noch mit einem 1000-Dollar-Scheck die Liste der Sponsoren an. Pontiac-Chef Semon E. Knudsen zeigte über das Geschäftliche hinaus eine persönliche Begeisterung für das Vorhaben.
Das „Tuning“ der vier 389 Kubikzoll V8-Motoren erfolgte in erster Linie durch den Einbau anderer Kurbelwellen, mit denen unter Beibehaltung der Bohrung der Hubraum jeweils von 6374 cm³ auf 6718 cm³ (teilweise ist von 7112 cm³ die Rede) vergrößert und die Verdichtung auf 13:1 erhöht wurde. Einen Lade-Effekt („Air ramming“) erzielte man durch eine Lufteintrittsöffnung an der Wagenspitze, die auf den ersten Blick wie eine Kühlluftöffnung aussah. Gekühlt wurden die Motoren aber durch vier Wassertanks hinter den Vorderrädern, bzw. vor den Hinterrädern. Thompson wollte das Fahrzeug so kompakt wie möglich haben. Hierzu legte man die vier Motoren im Rechteck auf den Werkstattboden und zeichnete mit Kreide die Wagenkontur auf. Unterstützt von George Hill nahm der Challenger I seine Form an, Thompsons Vater schreinerte einen hölzernen „Mockup“, California Metal Shaping formte grob die benötigten Bleche und Don Borth leistete die Feinarbeit beim Bau der Aluminium-Karosserie. Jene konnte sehr niedrig gehalten werden, da relativ kleine Reifen von Goodyear zur Verfügung gestellt wurden, einem Unternehmen, das sich ebenfalls an der Finanzierung beteiligte und sich der Öffentlichkeitsarbeit annahm. Bei alldem wurde trotzdem improvisiert: Thompson sah die Strecke durch eine vier Zoll im Quadrat messende Glasscheibe, die aus dem Gesichtsschutz eines Schweißer-Helms stammte. Eine besondere Herausforderung stellte für ihn und seinen Mechaniker Fritz Voight die Konstruktion der recht komplizierten Kupplungs- und Schaltverbindungen dar, denn die vier LaSalle-Dreigang-Getriebe – Baujahr 1937 – sollten über einen einzigen Schalthebel zu bedienen sein. Schaltete eines dieser Getriebe nicht in den nächsthöheren Gang – das Malheur sollte sich später in einem unpassenden Moment ereignen –, war ein Überdrehen des angekuppelten Motors die Folge.

## Ernüchternde Versuche 1959
Die ersten wirklich schnellen Fahrten mit dem Challenger I unternahm Thompson während der „Bonneville Nationals“ im August 1959, einer Veranstaltung, die ohne die teuren Zeitnehmer des USAC auskam. Der Start erfolgte mittels Anschieben auf Tempo 120 km/h durch ein Hilfsfahrzeug. Was zunächst Probleme bereitete, war aber der Bremsvorgang. Hatte das zu diesem Zeitpunkt kurz vor der Fertigstellung befindliche Konkurrenzfahrzeug Blue Bird CN 7 moderne Scheibenbremsen, die von 600 km/h abwärts zum Einsatz kommen sollten, griff Thompson auf Trommelbremsen zurück, die erst bei viel niedrigeren Geschwindigkeiten verwendet werden durften. Also ließ Thompson den Challenger ein paar Kilometer weit ausrollen und löste dann einen Bremsschirm aus. Jener tanzte aber derart, dass der Wagen aus der Bahn gezogen wurde. Auf Anraten des Herstellers halbierte man die 15-Meter-Leine, Thompson vollführte mit dem ausgelösten Schirm nun eine Schlingerfahrt mit 400-Meter-Ausschlägen beiderseits der markierten Piste. Die Probleme verschwanden, als man die Experten-Tipps ignorierte und einen weiteren Bremsschirm vom Durchmesser 1,80 Meter an eine auf 23 Meter verlängerte Leine band.
Thompson lieferte für die „Bonneville Nationals“ einen Veranstaltungsrekord mit 531,8 km/h ab und hob sich seine Reserven für offizielle Rekordversuche im Herbst auf. Am 6. Oktober konnte er mit 585 km/h der Rekord in der A/BFS-Klasse brechen; die Bestmarke von Cobbs blieb letztlich außer Reichweite. Immerhin stellte er beim fliegenden Start noch die Rekorde über 5 Kilometer (mit 566,3 km/h), 5 Meilen (551,2 km/h), 10 Kilometer (524 km/h) und 10 Meilen (454,9 km/h) ein. Anwesend war damals George Eyston, ein alter Konkurrent aus Cobbs Tagen, und ihm gegenüber legte Thompson seine übliche Zurückhaltung bei der Nennung wahrer PS-Zahlen ab. Eyston zog einen Rechenschieber aus der Tasche und meinte nach zehn Minuten, er wisse nicht genau wie viel, aber Thompson bräuchte mindestens 300 bis 400 PS mehr, wollte er die 400 mph brechen.

## Ein Rekord und doch nicht
Die Mehr-PS wusste Thompson durch den Einbau von vier GMC 6-71 Kompressoren im Übermaß zu beschaffen – 1000 PS zusätzlich würden es sein –, jedoch um den Preis eines erhöhten Luftwiderstands. Zwei auf der Motorhaube befindliche Lufthutzen und die verkleideten Vorderräder kennzeichneten die 1960er Ausführung, zudem kam es bei den ausgiebigen Umbauten zu Veränderungen der Karosserie an Spitze und Heck. Mickey Thompson konnte so mit seinem Wagen am 9. September 1960 die in ihn gesetzten Erwartungen erfüllen und legte einen Lauf mit 406,6 mph (654,35 km/h) vor. Der zur Erlangung des Titels erforderliche Lauf in Gegenrichtung scheiterte, wie es in der Presse hieß, an einem Getriebeschaden. Offenbar hatte bei einem Schaltvorgang ein Getriebe gehakt und ein Motor wurde überdreht. Thomson wollte dies nicht öffentlich bekanntgeben, um seinem Hauptsponsor dem Motorenhersteller keinen Schaden zuzufügen.

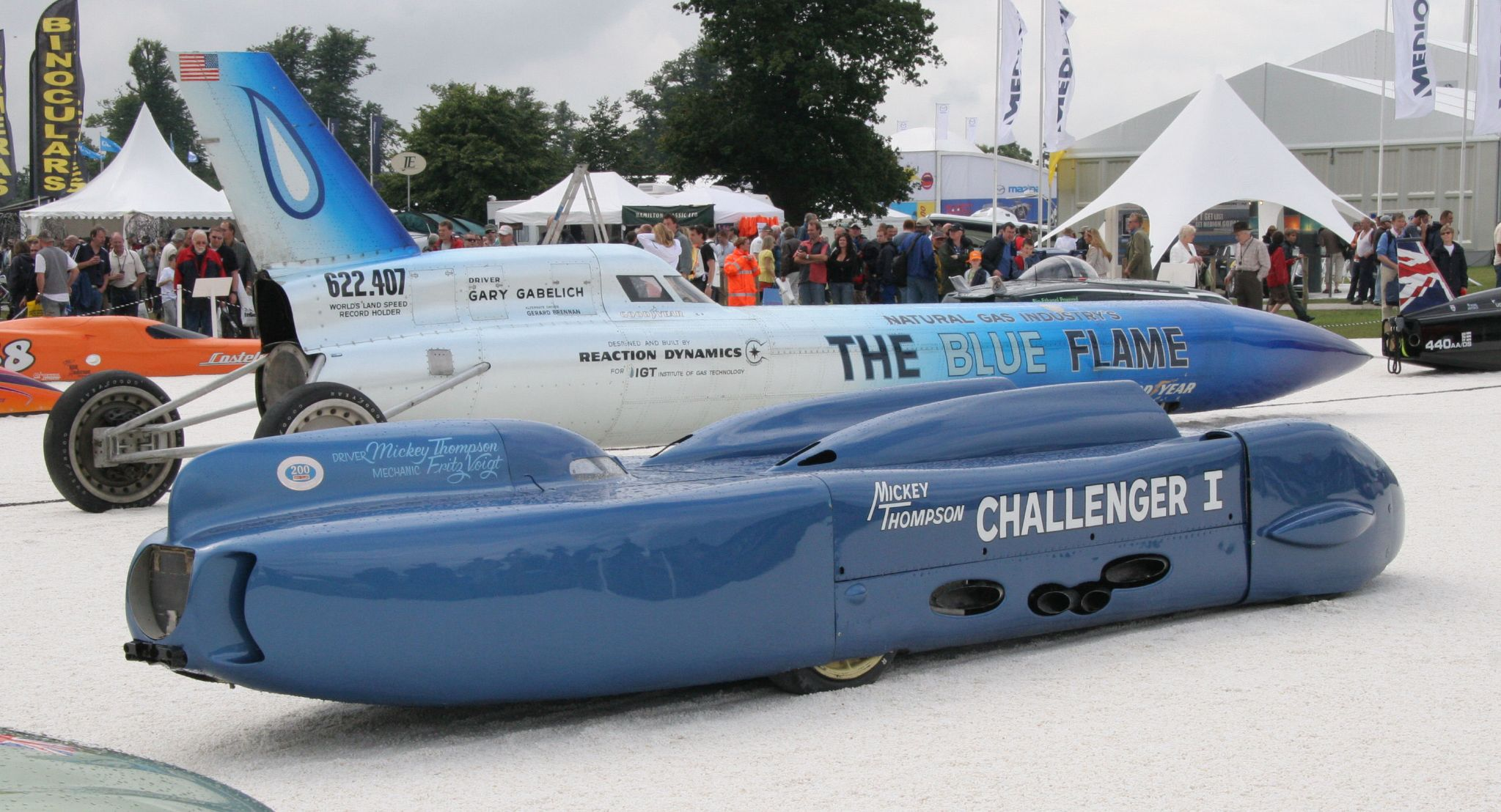
Challenger I vor dem Blue Flame-Rekordwagen

1962 stellte Thompson seine Bemühungen ein. In den Jahren seit 1959 hatte er selbst einige kritische Situationen auf den Bonneville Flats erlebt, sein Konkurrent Donald Campbell überstand einen schweren Unfall und Thompsons Landsmann Athol Graham starb in seinem Wagen. Thompson gab bekannt, nie wieder einen Wagen schneller als 400 mph fahren zu wollen.

## Technische Daten

### Allgemeine Daten
| Radstand:          | 2770 mm              |
| Spur vorne/hinten: | 1330/1155 mm         |
| Maße L × B × H:    | 6000 × 1520 × 990 mm |
| Wagengewicht:      | 2540 kg              |

### Motor
| Typ:                 | Pontiac 389-Kubikzoll-V8-Motor (vergrößert auf 6718 cm³) (4 Stück)                         |
| Arbeitsverfahren:    | Viertakt-Otto                                                                              |
| Leistung:            | abhängig vom Kraftstoff 1600–2400 PS                                                       |
| Gemischaufbereitung: | mechanische Hilborn-Benzineinspritzung; Ausführung von 1960 mit vier GMC 6-71 Kompressoren |
| Kraftstofftank:      | 4 Tanks à 19 Liter vor der Vorderachse                                                     |

### Kraftübertragung
| Antrieb:  | Allradantrieb                                                        |
| Getriebe: | 4 LaSalle-Dreiganggetriebe; durch einen einzigen Schalthebel bedient |

### Fahrwerk
| Rahmen:  | Stahlrohrrahmen mit Aluminium-Karosserie                                                                                             |
| Bremsen: | zwei Bremsschirme {\displaystyle \varnothing } 1800 mm an einer 23 Meter langen Leine; Trommelbremsen für niedrige Geschwindigkeiten |
| Räder:   | Magnesiumräder 21 Zoll |
| Reifen:  | 7,0 × 21 Zoll von Goodyear, 127 × 762 mm ({\displaystyle \varnothing } außen); Luftdruck 7 Bar                                       |